# 平師盛
平 師盛（たいら の もろもり）は、平安時代末期の平家一門の武将。平重盛の五男、ただし『平家物語』では末子とある。母は重盛の正室の藤原経子。

## 略歴
安元2年（1176年）2月1日の『玉葉』の宴の記述で笙を吹いていた4人の中に「丹波守師盛」とある。治承2年（1178年）1月6日に若狭守、治承3年（1179年）11月19日の『山槐記』の記述によると小除目で「備中守師盛」の名前がある事からこの時に備中守に任じられて都落ちでの解官まで就任していたと思われる。
寿永3年（1184年）、播磨国三草山にて、兄弟の資盛、有盛、忠房とともに源義経軍を迎撃するも、夜襲を受けて敗れる（三草山の戦い）。師盛以外の兄弟三人は西国に向かって落ち延びたのに対し、師盛は一人南方の一ノ谷の平家本陣に合流した。続く一ノ谷の戦いにおいて、安田義定の手勢と大輪田泊にて戦い討ち死にした。
『平家物語』「落足」によれば、主従7人で小船に乗り沖合いに逃れようとしたところを、清衛門公長という平知盛の侍が乗せてほしいと駆け付けて来たので、船を渚に漕ぎ寄せたところ、大の男が鎧のまま馬から飛び乗ったために船が転覆してしまい、海に投げ出された師盛は畠山重忠の郎党に熊手で引き上げられて討たれたという。「流布本」では生年14歳とされるが、「延慶本」では年齢を記さず、「四部合戦状本」（巻第九）では享年16とする。『源平盛衰記』では「生年十八歳にそなり給」で18歳とあり、年齢は各文献によってバラバラではっきりしていない。
法然の高弟である勢観房源智は、師盛の遺児と伝わる。